# Johannes Gorantla
Johannes Gorantla, O.C.D. (Nawabu Peta, 27 de fevereiro de 1974) é um frei e prelado indiano da Igreja Católica, atual bispo de Kurnool.

## Biografia
Fez a primeira profissão na Ordem dos Carmelitas Descalços em 1994 e a profissão perpétua em 2000. Estudou filosofia no Colégio Filosófico do Sagrado Coração de Kerala e teologia no Teresianum de Roma.
Recebeu a ordenação presbiteral em 10 de janeiro de 2002. Entre 2002 e 2008, obteve a licenciatura em sagrada escritura pelo Pontifício Instituto Bíblico e o doutorado em Teologia Bíblica pela Pontifícia Universidade Gregoriana de Roma.
Após a ordenação sacerdotal exerceu os seguintes cargos: pároco adjunto de Kalluru, na Diocese de Khammam em 2002, após seu retorno de Roma foi provincial de Andhra Pradesh, secretário do Conselho Interprovincial dos Carmelitas Descalços da Índia, consultor da Diocese de Khammam, membro do Conselho Episcopal de Andhra Pradesh para as Comissões Bíblicas e de Proclamação, professor externo de Sagrada Escritura no Jyothirbhavan em Kalamassery em Kerala e no Seminário São José de Khammam, entre 2008 e 2014.
Entre 2010 e 2014, foi presidente da Conferência dos Religiosos de Andhra Pradesh e vice-presidente da Comissão para a Educação Católica, depois entre 2014 e 2015, pároco do Mosteiro São Pio X, superior da Comunidade de Nacharam na Arquidiocese de Hyderabad e vice-presidente da Comissão Regional para a Educação Católica; entre 2015 e 2021, foi o definidor geral dos Carmelitas Descalços e entre 2021 e 2024, foi reitor do Seminarium Missionum do Teresianum de Roma.
Em 27 de fevereiro de 2024 foi nomeado pelo Papa Francisco como bispo de Kurnool, recebendo a ordenação episcopal em 24 de abril, nos jardins da Catedral Nossa Senhora de Lurdes de Kurnool, do cardeal Anthony Poola, arcebispo de Hyderabad e seu antecessor, coadjuvado por Prakash Mallavarapu, arcebispo emérito de Visakhapatnam e por Udumala Bala Showreddy, bispo de Warangal.